# Casa de Brinquedos
Casa de Brinquedos foi um especial exibido pela Rede Globo em 1983. O programa foi criado para as celebrações da Rede Globo dedicada às crianças e foi construído a partir do disco homônimo de Toquinho, publicado no mesmo ano.

## Trilha sonora
Foi lançado um álbum com canções infantis interpretadas por diversos artistas brasileiros.

### Faixas
Lado A
1. "Abertura" - Dionísio Azevedo
2. "A Bicicleta" - Simone
3. "O Robô" - Tom Zé
4. "A Bailarina" - Lucinha Lins
5. "O Avião" - Toquinho
6. "O Trenzinho" - Roupa Nova

Lado B
1. "Os Super-heróis" - MPB4
2. "O Caderno" - Chico Buarque
3. "O Macaquinho de Pilha" - Paulinho Boca de Cantor e Carlinhos Vergueiro
4. "A Espingarda de Rolha" - Baby Consuelo
5. "A Bola" - Moraes Moreira
6. "O Ursinho de Pelúcia" - Cláudio Nucci